# Vem är rädd för Virginia Woolf?
Vem är rädd för Virginia Woolf ? (orig. Who's Afraid of Virginia Woolf?) är en teaterpjäs av Edward Albee från 1962.

## Handling
Makarna Martha och George bjuder hem ett yngre par på efterfest, men Martha och George har en relation som ofta går ut på att såra den andra så mycket som möjligt. Med det unga paret som publik förvandlas snart kvällen till ett skådespel där förödmjukelserna blir grövre och grövre.
Filmatiseringen från 1966 med Elizabeth Taylor och Richard Burton i huvudrollerna belönades med fem Oscars. Teaterpjäsen har spelats flitigt genom åren på teaterscener världen över ända sedan premiärdatumet i New York den 13 oktober 1962.